# Japanagromyza scelesta
Japanagromyza scelesta är en tvåvingeart som beskrevs av Spencer 1966. Japanagromyza scelesta ingår i släktet Japanagromyza och familjen minerarflugor. Inga underarter finns listade i Catalogue of Life.